# Watertoren (Woerden)
De watertoren in Woerden is ontworpen door architect Jan Schotel en gebouwd in 1905-1906. De toren werd gebouwd na het aanleggen van de waterleiding in 1903.
De watertoren heeft een hoogte van 27 - 28 meter en één waterreservoir met een inhoud van 75 m³. De doorsnede binnen in de toren is op de begane grond is 5,70 meter en bovenin 7,10 meter. De kop van de toren bestaat uit gele en rode baksteen.
In 1977 werd het gemeentelijke waterbedrijf overgedragen aan de Stichting Drinkwaterleiding De Elf Gemeenten. De toren is tot 1979 is gebruik geweest. Na een prijsvraag en felle discussies in de gemeenteraad werd besloten de restauratie door particulieren te laten financieren. In 1984 ten slotte was de restauratie van de toren gereed, maar een nieuwe bestemming niet gevonden.

## 2012
De gemeente Woerden, eigenaar van toren aan de Oostsingel, moest in 2012 vanwege achterstallig onderhoud noodmaatregelen nemen. De verantwoordelijke wethouder sloot sloop van het monument niet uit. De watertoren werd uiteindelijk in december 2012 door de gemeente verkocht aan twee ondernemers. De nieuwe eigenaars gingen op zoek naar een passende functie voor de toren. De watertoren zou goed onderhouden worden en minimaal eenmaal per jaar open zijn voor het publiek. De watertoren zou van binnen gerenoveerd worden, en de naam "De Kroon van Woerden" gaan dragen.
Amersfoort ·
Baarn ·
Bilthoven ·
Breukelen ·
Bunnik ·
Doorn ·
Lopik ·
Maarsbergen ·
Maarssen ·
Meerkerk ·
Mijdrecht ·
Nieuwegein ·
Oudewater ·
Rhenen ·
Soest ·
Soestdijk ·
Utrecht (Amsterdamsestraatweg 380 ·
Heuveloord ·
De Inktpot ·
Neckardreef ·
Spoorwegmuseum ·
Riouwstraat ·
Lauwerhof) ·
Vianen ·
Woerden ·
Woudenberg ·
Zeist